# جلال افشار
جلال افشار (۱۲۷۳ ارومیه - ۱۳۵۳ تهران) پژوهشگر، گیاه‌پزشک، حشره‌شناس و استاد دانشکده کشاورزی دانشگاه تهران واقع در شهر کرج بود. او از بزرگترین استادان حشره‌شناس در ایران و خاورمیانه، بانی موزه جانورشناسی و حشره‌شناسی کرج و بنیان‌گذار دانش گیاه‌پزشکی ایران بود.

## زندگی‌نامه
جلال افشار در سال ۱۲۷۳ خورشیدی در ارومیه به دنیا آمد. او فرزند مجدالسلطنه افشار از نوادگان مظفرالدین شاه قاجار بود. وی دوره‌های آموزش مقدماتی را در زادگاه خود گذراند و در شانزده سالگی برای ادامه تحصیل رهسپار روسیه شد. دوره متوسطه را در شهر تفلیس گذراند، سپس به مسکو رفت و در دانشکده علوم طبیعی شانیاوسکی تحصیلات عالی را در رشته جانورشناسی به پایان رساند و در سال ۱۲۹۸ به ایران بازگشت و در انستیتو پاستور شروع به کار کرد.

پس از مدتی در وزارت فلاحت، تجارت و فوائد عامه که امروزه به اسم وزارت کشاورزی شناخته می‌شود، به تحقیق دربارهٔ آفات گیاهان زراعی پرداخت و هم‌زمان در مدرسه برزگران (سلف دانشکده کشاورزی کرج امروزی) به تدریس پرداخت. پس از سال ۱۳۰۵ به تدریس علوم جانورشناسی، حشره‌شناسی و دفع آفات نباتی در مدرسه فلاحت (دبیرستان و دانشکده کشاورزی کرج فعلی) پرداخت و در همان زمان آزمایشگاه کوچک حشره‌شناسی را در دانشکده کشاورزی به وجود آورد. او با ابتکار و فعالیت خستگی‌ناپذیر به تنهایی شروع به جمع‌آوری و شناسایی حشرات و جانوران زیان‌آور محصولات کشاورزی ایران کرد.

از سال ۱۳۱۳ با حفظ مقام تدریس در دانشکده کشاورزی، در اداره کل فلاحت به سرپرستی فعالیتهای دفع آفات نباتی کشور پرداخت و برای نخستین بار در شمال ایران، مبارزه بیولوژیکی علیه شپشک استرالیایی مرکبات را بنیان نهاد. افشار در سال ۱۳۲۲ در وزارت کشاورزی آن زمان آزمایشگاه حشره‌شناسی و دفع آفات را در دو اتاق کوچک تأسیس کرد. در سال ۱۳۲۳ به ریاست آزمایشگاه حشره‌شناسی دانشکده کشاورزی کرج و پس از آن به مدیریت آزمایشگاه حشره‌شناسی وزارت کشاورزی که بعدها به صورت مؤسسه تحقیقات گیاه‌پزشکی کشور و سازمان حفظ نباتات شکل گرفت منصوب شد.

در سال ۱۳۲۴ چند حشره‌شناس و گیاه‌پزشک روسی از جمله الکساندرف کیریوخین، چوآخین و همچنین چند جوان دانش‌آموخته دانشکده کشاورزی کرج از میان شاگردان افشار به این آزمایشگاه پیوستند. هر یک از این جوانان بعدها چهره‌ای نام‌آور در رشته‌های مختلف گیاه‌پزشکی، حشره‌شناسی، بیماری‌شناسی گیاهی شدند که در میان آنها می‌توان به مهندس قدرت‌الله فرح‌بخش و مهندس هایک میرزایانس اشاره کرد.
افشار در سال ۱۳۴۴ از خدمات دولتی بازنشسته شد. در سال ۱۳۵۱ دانشگاه تهران، او را به پاس خدمات علمی و فنی چهل و شش ساله‌اش استاد ممتاز شناخت. سرانجام او با نزدیک به نیم قرن خدمات علمی و فنی در وزارت کشاورزی و دانشگاه تهران در چهاردهم اسفند سال ۱۳۵۳ در سن هشتاد سالگی دیده از جهان فروبست. از جلال افشار، کتاب‌ها، مقالات علمی و همچنین شاگردان و رهروان بسیاری به یادگار مانده‌است.

حاصل ازدواج جلال افشار با بهجت‌الزمان اسفندیاری خواهر نیما یوشیج، فرزندی به نام طغرل افشار است. طغرل دانشجوی رشته حقوق و از اولین منتقدین جدی سینما در دهی سی بود که در سال ۱۳۳۵ خورشیدی و در سن ۲۳ سالگی، در دریای بابلسر غرق شد.

## موزه جانورشناسی و حشره‌شناسی
افشار بانی موزه جانورشناسی و حشره‌شناسی علمی بی‌نظیر و ارزشمندی در دانشکده کشاورزی کرج بود. این موزه یکی از کاملترین موزه‌های جانورشناسی کشور است که در سال ۱۳۰۷ در محل پردیس کشاورزی و منابع طبیعی دانشگاه تهران مستقر در کرج با تلاش دکتر افشار که در آن زمان استاد گروه گیاه‌پزشکی این دانشکده بود و به تشویق مؤسسه انستیتو پاستور تهران، در ساختمان فعلی آن بنا شد.
افشار این موزه را میوه ارشد زندگی خود می‌دانست و تا پایان حیاتش همواره در فکر تکمیل آن بود.

## منابع

نخستین استادان مدرسه عالی فلاحت و صنایع روستایی ۱۳۰۸ ش
ایستاده از راست: دکتر محمود معاضد، دکتر تقی بهرامی، میرخانی، دکتر اسفندیار اسفندیاری، ناشناس و رحمت‌الله شیبانی. نشسته از راست: دکتر جلال افشار، دکتر پرالما فرانسوی، احمدحسین عدل، مصطفی قلی بیات، لونی فرانسوی، محمد مظاهر صدیق‌حضرت، دکتر مرتضی گلسرخی.